# Helen Angwin
Pour les articles homonymes, voir Angwin (homonymie).
Helen Angwin (1931) est une joueuse de tennis australienne du début des années 1950.
En 1952, elle se hisse en finale du Championnat d'Autralie, remporté par Thelma Coyne Long.

## Palmarès (partiel)

### Finales en simple dames
| No | Date       | Nom et lieu du tournoi                   | Catégorie | Surface      | Vainqueure        | Score         |          |
| -- | ---------- | ---------------------------------------- | --------- | ------------ | ----------------- | ------------- | -------- |
| 1  | 18-01-1952 | Australian Championships, Adélaïde       | G. Chelem | Gazon (ext.) | Thelma Coyne Long | 6-2, 6-3      | Parcours |
| 2  | 02-01-1954 | South Australian Championships, Adélaïde |           | Gazon (ext.) | Jenny Staley      | 6-4, 4-6, 6-4 | Parcours |

### Finales en double dames
| No | Date       | Nom et lieu du tournoi                  | Catégorie | Surface      | Vainqueures                    | Partenaire  | Score    |          |
| -- | ---------- | --------------------------------------- | --------- | ------------ | ------------------------------ | ----------- | -------- | -------- |
| 1  | 19-01-1953 | South Australian Championships Adélaïde |           | Gazon (ext.) | Maureen Connolly Julia Sampson | Gwen Thiele | 6-4, 6-1 | Parcours |
| 2  | 02-01-1954 | South Australian Championships Adélaïde |           | Gazon (ext.) | Loris Nichols Norma Ellis      | Gwen Thiele | 6-1, 9-7 | Parcours |

### Finale en double mixte
| No | Date       | Nom et lieu du tournoi                  | Catégorie | Surface      | Vainqueures           | Partenaire    | Score         |          |
| -- | ---------- | --------------------------------------- | --------- | ------------ | --------------------- | ------------- | ------------- | -------- |
| 1  | 02-01-1954 | South Australian Championships Adélaïde |           | Gazon (ext.) | Gwen Thiele John Hann | John Mehaffey | 6-1, 4-6, 6-3 | Parcours |

## Parcours en Grand Chelem (partiel)
Si l’expression « Grand Chelem » désigne classiquement les quatre tournois les plus importants de l’histoire du tennis, elle n'est utilisée pour la première fois qu'en 1933, et n'acquiert la plénitude de son sens que peu à peu à partir des années 1950.

### En simple dames
| Année | Championnat d'Australie | Championnat d'Australie | Internationaux de France | Internationaux de France | Wimbledon | Wimbledon | US National | US National |
| ----- | ----------------------- | ----------------------- | ------------------------ | ------------------------ | --------- | --------- | ----------- | ----------- |
| 1951  | 2e tour (1/8)           | Beryl Penrose           | -                        | -                        | -         | -         | -           | -           |
| 1952  | Finale                  | Thelma Coyne            | -                        | -                        | -         | -         | -           | -           |
| 1953  | 1/4 de finale           | Dorn Fogarty            | -                        | -                        | -         | -         | -           | -           |
| 1954  | 2e tour (1/8)           | Mary Carter             | -                        | -                        | -         | -         | -           | -           |

À droite du résultat, l’ultime adversaire.

### En double dames
| Année | Championnat d'Australie      | Championnat d'Australie    | Internationaux de France | Internationaux de France | Wimbledon | Wimbledon | US National | US National |
| ----- | ---------------------------- | -------------------------- | ------------------------ | ------------------------ | --------- | --------- | ----------- | ----------- |
| 1949  | 1er tour (1/8) E. Richardson | Esme Ashford Mary Bevis    | -                        | -                        | -         | -         | -           | -           |
| 1951  | 1/4 de finale S. Berryman    | Joyce Fitch Mary Bevis     | -                        | -                        | -         | -         | -           | -           |
| 1952  | 1/4 de finale Dorothy Linn   | D. Diggle P. Southcombe    | -                        | -                        | -         | -         | -           | -           |
| 1953  | 1/2 finale Gwen Thiele       | M. Connolly Julia Sampson  | -                        | -                        | -         | -         | -           | -           |
| 1954  | 1/4 de finale Gwen Thiele    | Thelma Coyne Clare Proctor | -                        | -                        | -         | -         | -           | -           |

Sous le résultat, la partenaire ; à droite, l’ultime équipe adverse.

### En double mixte
| Année | Championnat d'Australie   | Championnat d'Australie   | Internationaux de France | Internationaux de France | Wimbledon | Wimbledon | US National | US National |
| ----- | ------------------------- | ------------------------- | ------------------------ | ------------------------ | --------- | --------- | ----------- | ----------- |
| 1951  | 2e tour (1/8) J. McHaffey | Gwen Thiele P. Brophy     | -                        | -                        | -         | -         | -           | -           |
| 1952  | 1/4 de finale JM Brown    | Thelma Coyne Worthington  | -                        | -                        | -         | -         | -           | -           |
| 1953  | 1/2 finale John Fraser    | Julia Sampson Rex Hartwig | -                        | -                        | -         | -         | -           | -           |
| 1954  | 2e tour (1/8) John Hann   | Clare Proctor Robert Howe | -                        | -                        | -         | -         | -           | -           |

Sous le résultat, le partenaire ; à droite, l’ultime équipe adverse.